# Балак (недельная глава)

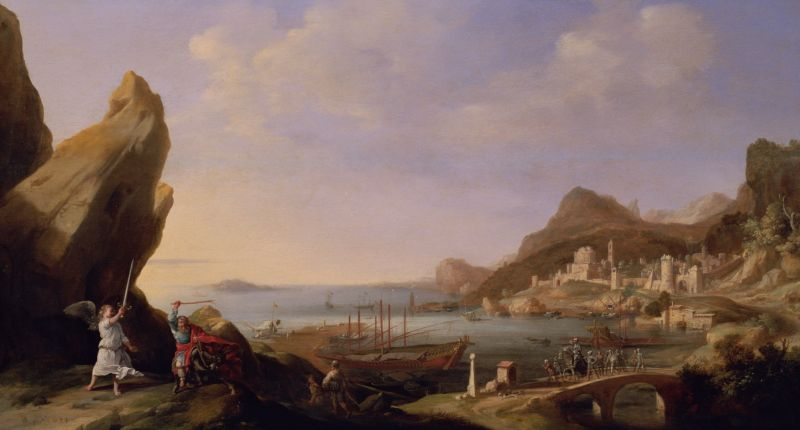
Прибрежный пейзаж с Билъамом и ослом. Картина Бартоломея Бреенберга, 1636 год.

Балак (ивр. בָּלָק‎) — одна из 54 недельных глав-отрывков, на которые разбит текст Пятикнижия (Хумаша). 40-й раздел Торы, 7-й раздел книги Чисел.

## Краткое содержание
Балак, царь Моава, призывает к себе пророка Билъама, чтобы тот проклял народ Израиля. В пути Билъама порицает его ослица, которая видит ангела, по велению Бога преграждающего путь Билъаму. Трижды, с трёх различных мест Билъам пытается произнести проклятия, но всякий раз вместо этого из уст его исходят благословения. Кроме того, Билъам предрекает конец дней и приход Машиаха.
Евреи, прельщённые чарами дочерей Моава, поклоняются их идолу Пеору. Когда один из знатнейших евреев публично приводит мидьянскую принцессу в свой шатёр, Пинхас, сын Элазара, убивает их обоих, тем самым прекращая мор, начавшийся среди народа.